# Cadre-47/1-Europameisterschaft 1975

Logo CEB (ausrichtender Verband)

Veranstaltungsort: Beverwijk

Die Cadre-47/1-Europameisterschaft 1975 war das 16. Turnier in dieser Disziplin des Karambolagebillards und fand vom 9. bis zum 12. Januar 1975 in Beverwijk, in der niederländischen Provinz Noord-Holland, statt. Es war die sechste Cadre-47/1-Europameisterschaft in den Niederlanden.

## Geschichte
Dieter Müller gewann in Beverwijk seinen dritten EM-Titel im Cadre 47/1. In der vierten Spielrunde gegen den österreichischen Bandenspezialisten Johann Scherz sah alles nach einer unerwarteten Niederlage aus. Scherz beendete die Partie in der 13. Aufnahme. Beim Stand von 300:240 brauchte Müller noch 60 Punkte zum Unentschieden. Das schaffte er auch. Damit war Hans Vultink verlustpunktfrei an der Tabellenspitze. In der fünften Runde erwischte es aber auch Vultink bei seiner überraschenden Niederlage mit 63:300 in 12 Aufnahmen gegen den Spanier José Gálvez. Damit war Müller wieder vorne. Nach einer 287:300-Niederlage in neun Aufnahmen von Vultink gegen Francis Connesson hatte Müller bereits in der sechsten Spielrunde den Titel sicher. Im letzten Match gegen Vultink verlor er noch mit 77:300 in sieben Aufnahmen. Sein GD von 27,20 und sein BED von 100,00 waren neue deutsche Rekorde.

## Turniermodus
Es wurde im Round Robin System bis 300 Punkte gespielt. Bei MP-Gleichstand wird in folgender Reihenfolge gewertet:
1. MP = Matchpunkte
2. GD = Generaldurchschnitt
3. HS = Höchstserie

## Abschlusstabelle

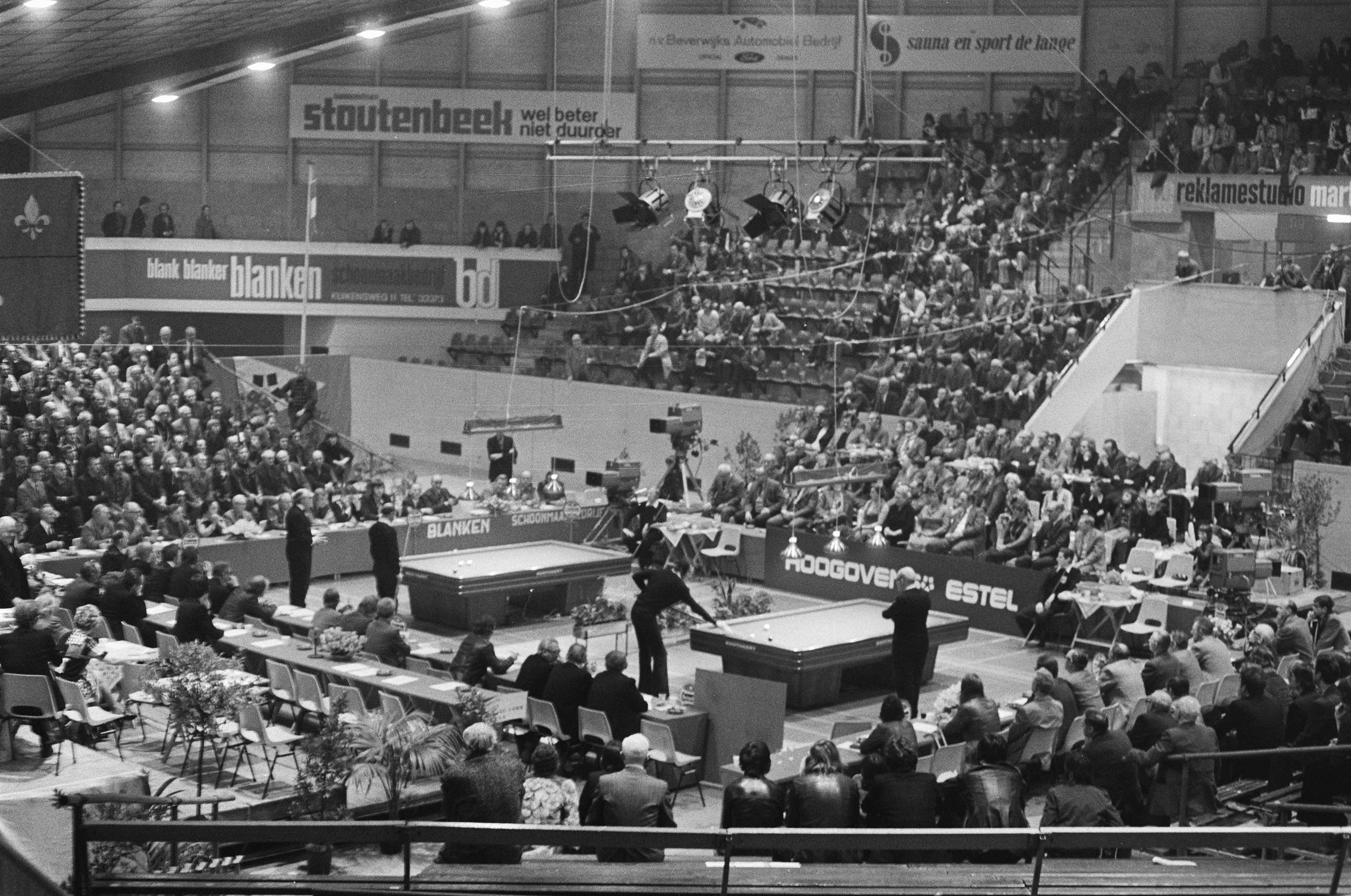
Turniersaal in Beverwijk

| MP    | Match Points (Sieger = 2; Unentschieden = 1; Verlierer = 0) |
| Pkte. | Erzielte Karambolagen                                       |
| Aufn. | Benötigte Versuche                                          |
| GD    | Generaldurchschnitt                                         |
| BED   | Bester Einzeldurchschnitt eines Spielers                    |
| HS    | Höchstserie                                                 |
|       | Bester GD des Turniers                                      |
|       | Bester ED des Turniers                                      |
|       | Beste HS des Turniers                                       |
|       | 1. Platz (Gold)                                             |
|       | 2. Platz (Silber)                                           |
|       | 3. Platz (Bronze)                                           |

| Platz                      | Name              | MP   | Pkte. | Aufn. | GD    | BED    | HS  |
| -------------------------- | ----------------- | ---- | ----- | ----- | ----- | ------ | --- |
| 1                          | Dieter Müller     | 11:3 | 1877  | 69    | 27,20 | 100,00 | 269 |
| 2                          | Hans Vultink      | 10:4 | 1850  | 56    | 33,03 | 75,00  | 169 |
| 3                          | Francis Connesson | 10:4 | 1870  | 93    | 20,10 | 33,33  | 140 |
| 4                          | Johann Scherz     | 9:5  | 1900  | 91    | 20,87 | 25,00  | 122 |
| 5                          | José Gálvez       | 6:8  | 1625  | 81    | 20,06 | 33,33  | 150 |
| 6                          | Günter Siebert    | 6:8  | 1452  | 92    | 15,78 | 23,07  | 168 |
| 7                          | Jan Bessems       | 4:10 | 1320  | 73    | 18,08 | 50,00  | 211 |
| 8                          | Franz Stenzel     | 0:14 | 1288  | 75    | 17,17 | –      | 178 |
| Turnierdurchschnitt: 20,92 |                   |      |       |       |       |        |     |